# Riksmålsforbundet

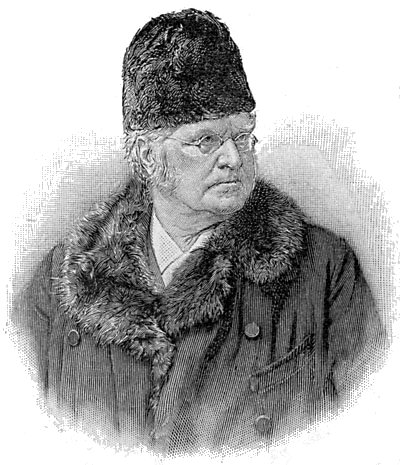
Grundaren och nobelpristagaren Bjørnstjerne Bjørnson

Riksmålsforbundet är en norsk språkpolitisk organisation som förespråkar användandet av riksmål, den konservativa varianten av bokmål, den form av norska som står närmast danska. De delar årligen ut ett antal litteratur- och mediepriser som Litteraturprisen (från 1957), Riksmålsförbundets barn- och ungdomsbokspris (från 1977), Gullpennen (för skrivande journalister från 1985), Lytterprisen (för radiopersonligheter från 1960, inkluderade TV-personligheter till 2002) och TV-prisen (från 2003).